# Operazione di salvataggio in Siria nel 2014
L'operazione di salvataggio in Siria è stata un'azione militare avuto luogo il 4 luglio 2014 nel tentativo di soccorrere due dozzine di ostaggi stranieri, tra cui il giornalista James Wright Foley, catturati dallo Stato Islamico

## Assalto
Il 4 luglio 2014, poco dopo la mezzanotte, alcuni raid aerei americani sono stati condotti contro una roccaforte dello Stato Islamico noto come "Osama bin Laden Camp". Contemporaneamente, un plotone di 25 assaltatori della Delta Force, il corpo d'élite dell'Esercito degli Stati Uniti, salì a bordo di due elicotteri MH-60 Black Hawk pilotati dal 160º SOAR e atterrò con dei paracadute vicino a un complesso situato nei pressi del villaggio di Uqayrishah, controllato dai jihadisti per nascondere diversi prigionieri di alto valore.
Dopo l'atterraggio, gli operatori bloccarono la strada principale che conduceva verso al-Raqqa e successivamente fecero irruzione all'interno della prigione. Tuttavia, nessun prigioniero è stato trovato nella costruzione e gli assaltatori avevano poi condotto alcune bonifiche nel villaggio locale. Inaspettatamente, un gruppo di jihadisti dell'ISIS cominciò ad arrivare sul luogo dell'operazione da al-Raqqa e nacque un feroce conflitto a fuoco, protrattosi per circa tre ore. Durante il combattimento, i militanti avevano anche utilizzato dei lanciarazzi RPG-7 per distruggere i due elicotteri. Alla fine, le forze americane erano giunte alla conclusione che gli ostaggi non erano più nel complesso e tra le 03:00 e le 04:00 di notte avevano definitivamente abbandonato il tentativo di salvataggio.
Almeno 5 militanti dell'ISIS sono stati uccisi e un operatore americano è stato ferito. In seguito, si scoprì che gli ostaggi erano stati spostati in un altro luogo 24 ore prima del lancio del raid, quindi rimane poco chiaro se la missione fosse fallita a causa delle insufficienti fonti dello spionaggio o se l'ISIS fosse stato avvisato in anticipo dell'operazione.

## Eventi successivi e conseguenze
Più di un mese dopo l'operazione, il giornalista americano James Wright Foley è stato decapitato il 19 agosto nel deserto siriano. Nelle successive settimane e mesi, un altro giornalista americano, Steven Sotloff, e gli operatori umanitari britannici David Cawthorne Haines e Alan Henning, nonché l'operatore umanitario Peter Kassig, sono stati tutti giustiziati. L'ISIS ha anche in seguito catturato il giornalista britannico John Cantlie, che è stato usato a scopo di propaganda.